# NGC 446
NGC 446 is een lensvormig sterrenstelsel in het sterrenbeeld Vissen. Het hemelobject ligt ongeveer 247 miljoen lichtjaar van de Aarde verwijderd en werd op 23 oktober 1864 ontdekt door de Duitse astronoom Albert Marth.

## Synoniemen
- IC 89
- PGC 4578
- IRAS01134+0401
- UGC 818
- ZWG 411.16
- MCG 1-4-12
- UM 90
- MK 565